# Nerad

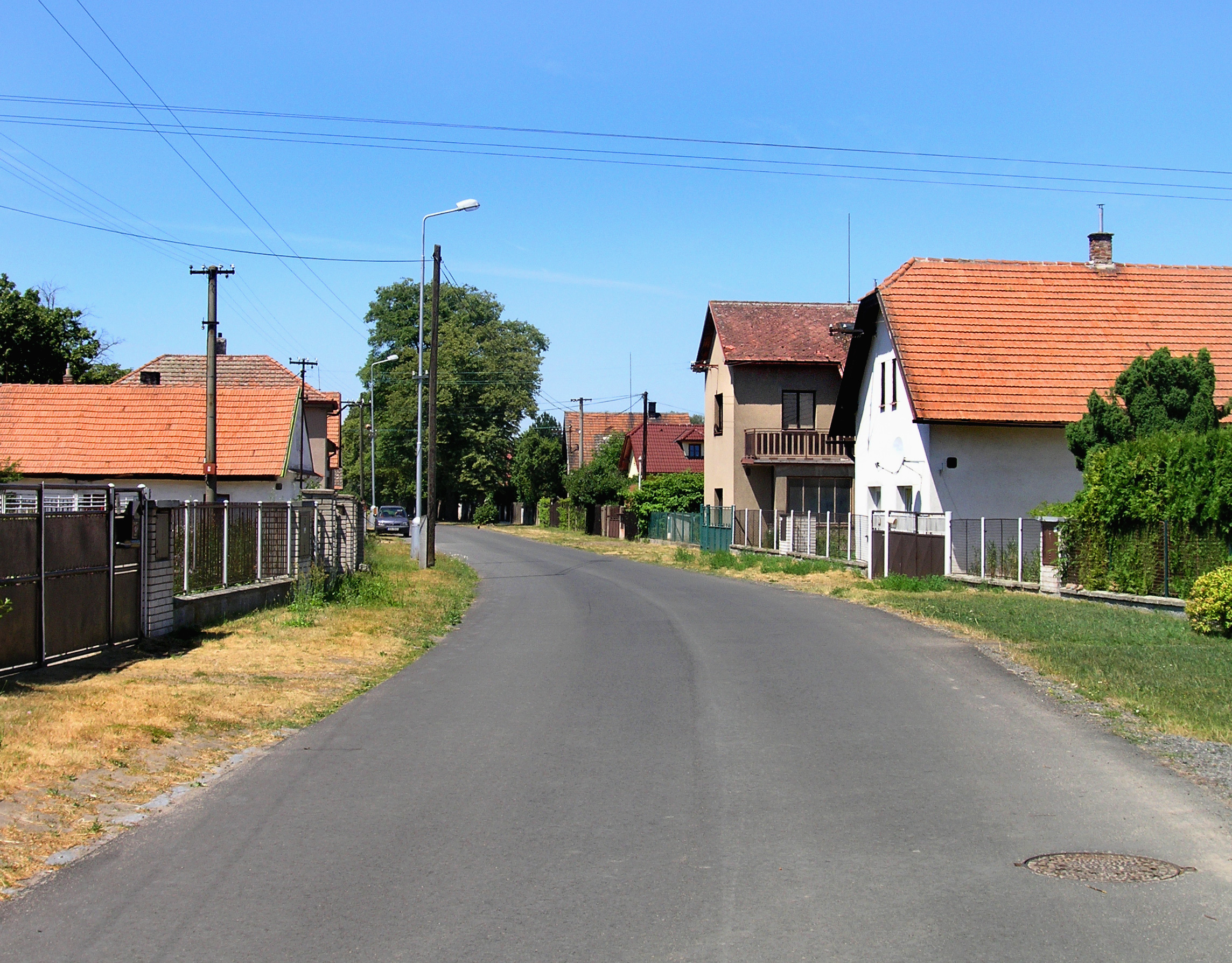
Dorfstraße

Nerad (deutsch Neradau, 1939–45 Neraden) ist ein Ortsteil der Gemeinde Živanice in Tschechien. Er liegt elf Kilometer westlich des Stadtzentrums von Pardubice und gehört zum Okres Pardubice.

## Geographie
Das Angerdorf Nerad befindet sich rechtselbisch in der Pardubická kotlina (Pardubitzer Becken). Südlich des Dorfes verläuft die Staatsstraße II/333 zwischen Přelouč und Lázně Bohdaneč. Westlich fließen der Bach Neratovský potok und der Opatowitzer Kanal.
Nachbarorte sind Rohovládova Bělá, Na Samotě, Bukovka und Habřinka im Norden, Neratov, Novinsko und Dědek im Nordosten, Živanice im Osten, Opočínek im Süden, Mělice und Lohenice im Südwesten, Výrov und Břehy im Westen sowie Strašov und  Přelovice im Nordwesten.

## Geschichte
Nachdem Wilhelm von Pernstein zum Ende des 15. Jahrhunderts die Herrschaften Pardubitz und Kunburg erworben hatte, ließ er eine Vielzahl von Fischteichen anlegen, da die
Teichwirtschaft und Fischzucht höhere Erträge als die Landwirtschaft einbrachte. Zur Speisung der Teiche ließ er den Opatowitzer Kanal graben. Einer dieser Teiche war der Orlov, auf dessen Dämmen Adler nisteten.
Am 21. März 1560 veräußerte Jaroslav von Pernstein die gesamte Herrschaft Pardubitz an König Ferdinand I. Dessen Nachfolger Maximilian II. übertrug die Verwaltung der königlichen Herrschaften der Hofkammer. Im Zuge der Raabisation wurden in den 1770er Jahren auf dem Gebiet der Kameralherrschaft Pardubitz zahlreiche Teiche trockengelegt und Parzellen auf den Teichstätten emphyteutisch an Siedler überlassen.
Nerad wurde auf der trockengelegten Teichstätte des Orlov angelegt. Der Überlieferung nach entstand der Ortsname, der auf Deutsch ungern oder unwillig bedeutet, weil Kaiser Joseph II. den Teich wegen der vielen von den umliegenden Feldern hereinkommenden Wassergräben nicht mochte. Erstmals erwähnt wurde Nerad im Jahre 1785.
Im Jahre 1835 bestand das im Chrudimer Kreis an der Přelautscher Straße gelegene Dominikaldorf Nerad bzw. Neradau aus 36 Häusern, in denen 310 Personen, darunter sieben protestantische Familien, lebten. Pfarrort war Bohdanetsch. 1836 wurde der Ausbau der Přelautscher Straße zur Kaiserstraße von Kuttenberg nach Königgrätz fertiggestellt. Bis zur Mitte des 19. Jahrhunderts blieb Nerad der k.k. Kameralherrschaft Pardubitz untertänig.
Nach der Aufhebung der Patrimonialherrschaften bildete Neradov ab 1849 einen Ortsteil der  Gemeinde Živanice im Gerichtsbezirk Přelauč. Kaiser Franz Joseph I. verpfändete die k. k. Kameralherrschaft Pardubitz im Jahre 1855 als Staatsschuldverschreibung an die Oesterreichische Nationalbank, die die Herrschaft am 25. Juni 1863 an die k. k. privilegierte Österreichische Credit-Anstalt für Handel und Gewerbe verkaufte. 1866 kaufte der Großindustrielle Heinrich Drasche die Grundherrschaft Pardubitz. Ab 1868 gehörte das Dorf  zum Bezirk Pardubitz. 1869 hatte Neradov 273 Einwohner und bestand aus 39 Häusern. Am 18. Juni 1881 kaufte Richard von Drasche-Wartinberg für 2.080.000 Gulden die Grundherrschaften Pardubitz und Kunětická Hora aus der väterlichen Erbmasse. Im Jahre 1900 lebten in Neradov 263 Menschen, 1910 waren es 249. Nach der Gründung der Tschechoslowakei wurde im Zuge der Bodenreform von 1920 der Großgrundbesitz der Familie Drasche-Wartinberg konfisziert und aufgeteilt. 1924 wurde der Ortsname in Nerad geändert. 1930 hatte Nerad 240 Einwohner. Im Jahre 1949 wurde Nerad dem Okres Přelouč zugeordnet, seit 1960 gehört das Dorf wieder zum Okres Pardubice. Beim Zensus von 2001 lebten in den 50 Häusern von Nerad 145 Personen.

## Gemeindegliederung
Der Ortsteil Nerad bildet einen Katastralbezirk.

## Sehenswürdigkeiten
- Glockenbaum und Kreuz auf dem Dorfanger